# やってみなはれ勉強会
やってみなはれ勉強会（やってみなはれべんきょうかい）、正式には「関西発仕事コンソーシアム～“夢“やってみなはれ勉強会～」は、大阪府大阪市で開催されている産学連携の月例勉強会組織。
大阪大学名誉教授小林昭雄と「日本一明るい経済新聞」編集長竹原信夫を中心に2015年3月に立ち上げられた。参加者は近畿地方（関西）の中小企業経営者約20名で、大阪大学、近畿大学や大企業のネットワークを活用し、参加メンバーのポテンシャルを関西の元気づくり/モノづくりに繋げていくことを目標とする。

## 概要
本会は、サントリー創業者の鳥井信治郎の「やってみなはれ」という言葉に因んで命名された。経験豊かな経営者に「たにまち」精神を受け継いでもらうこと、さらに新事業展開を志す事業継承者育成も設立の目的となっている。
ゲスト講師として大阪大学、近畿大学をはじめ京都薬科大学、大阪府立大学等の教員、マスコミ関係者、外国人経営者、さらにはオリンピックメダリストなどが登壇している。
また、産学連携や会員相互のコラボ事業も企画されている。大阪城公園で毎年行われている「大阪グレートサンタラン」では杉の小枝を活用した巨大クリスマスツリーや「希望のトンネル」を製作した。またハンガリーの磁器メーカー・ヘレンド社とのコラボによるMIDORI-SANTA、One Green cup & saucer ロゴ入りセットが実際に製作販売された。このほか、うめきた2期開発への参画の呼びかけや近畿大学との共同による「健康スイーツ」の開発等が進められている。

## 会員団体
- 会員企業：幸南食糧の川西会長が代表世話人。以下50音順に記載。

アワジヤ、一ノ坪製作所、近畿刃物工業、久保井インキ、サンエイ、サンパック、山陽製紙、シガウッド、スタンドケイ、総合水研究所、大起水産、東進、日新化成工業、日根野公認会計士事務所、富国生命保険、フローレンス、三鈴、one green茶房
- 大学：大阪大学、近畿大学